# アタゴオル
『アタゴオル』(ATAGOAL) は、ますむらひろしの漫画作品シリーズ。ますむらひろしのライフワークとも言えるシリーズで、猫と人間が同じ言葉を喋る空想世界を舞台としている。傍若無人な主人公ヒデヨシが巻き起こす数々の騒動を描く。後述のように主人公は良識の外に存在する怪物であるが、どこか憎めない存在であり、また一般常識に囚われないことで逆に物事の本質を明るみに出す役割を与えられている、いわゆるトリックスターである。
これまでにシリーズ合わせて600万部を売り上げたとされている。

## シリーズ一覧

### 「アタゴオル」シリーズ本編
アタゴオル物語（全6巻）
1976年から1981年まで「マンガ少年」に連載されたシリーズ。最初期にはヒデヨシの体型も現在ほど太っておらず、さほど知能も低くない。かなり実験的なストーリーのエピソードも多い。
アタゴオル玉手箱（全9巻）
1984年から1989年までに雑誌「MOE」、その後引き続き、1994年までに「コミック・モエ」「コミックFantasy」（偕成社から発刊されていた季刊コミック誌）に連載されたシリーズ。絵柄やストーリーの完成度はこれまで発表されたシリーズでも最も高いという声が多い。「星街編」「タルダリ大帝編」「キリエラ戦記」などの連作シリーズを含む。
アタゴオル（全2巻）
1994年から1995年までに雑誌「コミックバーガー」に連載されたシリーズ。「コミックバーガー」が「コミックバーズ」に改称され再スタートする際、引き続き連載される予定の告知がされていたが、実行はなされず、読者には何ら説明がされないまま終了する形となった。
アタゴオルは猫の森（全18巻）
1999年から2011年までに「コミックフラッパー」に連載されたシリーズ。元々は「物語」の傑作選集に付けられたタイトルであった。ヒデヨシではなくギルバルスがキーマンになるストーリーも多く、従来の作風とはかなり異なっている。「物語」「玉手箱」とも違う絵柄で始まったが、最近ではかなり「玉手箱」の絵柄に近づいている。「テルウテ」や「波動王海談記」といった長期連作シリーズもある。
なお、本作単行本8巻までタイトルの英字表記は「ATAGOUL」だった。

### 外伝的作品
ヨネザアド物語
「アタゴオル物語」スタート以前に描かれたシリーズ。『ガロ』1975年5 - 12月号に連載された。
過去にヨネザアド大陸を支配していたクルメル王の再侵略に立ち上がるヨネザアド連合軍の戦いを描く。
ヒデヨシ、テンプラ（この時のテンプラは口ひげを生やしている）、ギルバルス、パンツなど、「物語」以後に登場するキャラクターの多くが登場するが、その役回りは大きく異なっている。
アタゴオル・ゴロナオ通信
『自由時間』1976年1月号、『宝島』1977年11月、『怪物』1979年3月号、『猫の手帖』1979年4、6、8、10月号、1980年1、3、5月号、『マンガ少年』1980年5月号に掲載された絵物語。
「物語」と掲載時期が重なっているためか、「物語」で語りきれなかった後日談や設定に関する物語が多い。
ジャングル・ブギ
「DUO」1981年12月号 - 1982年3月号、「デュオ」1982年5、7、9、11月号に掲載された超能力を持つ少年鳴門と紅ドクロ王との戦いを描いた物語。戦争をテーマにしているためか、非常に殺伐とした内容となっている。
ギルドマ
1997年から1999年まで「ネムキ」に連載。アタゴオルからギルドマ・ジャングルに迷い込んだヒデヨシが開けた棺の中からピレアが現れる。ヨネザアド大陸を支配しようとするピレアと、ヒデヨシや輝彦宮、タクマ、ギルバルスたちとの戦いが始まる。2006年に上映された映画はこれをモチーフにしている。なお、原作にはヒデヨシやタクマ、ギルバルス以外のアタゴオルのキャラクターは登場しない。
ジャリア
本来は別シリーズとして描かれたが、主人公の時王がアタゴオル・シリーズに登場。銀しぶき海に隣接するジャリアという土地の物語。

## 登場キャラクター
※キャラクター名の横の（）内は、CG映画『アタゴオルは猫の森』における声優名。

### 初出が初期作品群〜「アタゴオル物語」のキャラクター
ナゾノ・ヒデヨシ（山寺宏一）
そのキャラクターとしての歴史は長く、アタゴオル以前の初期作品群ですでに登場している。でっぷり太り、細目と黄色い毛並みを持つお騒がせ猫。読み書き出来るのは独自に彼が考案したスミレ文字のみ。大好物は紅マグロ、酢ダコ、銀クジラの干物、生ダコ、生イカ、ウドン、セミ、カタツムリ。アタゴオル物語からのシリーズでは、蛇腹沼のほとりのひょうたんの家に住んでいる。
やるなと言われたことは必ずやってみないと気が済まない臍曲がりであり、また友人や知人を裏切ることも、出任せの嘘を並べることも平気の大悪猫である。その反面、はた迷惑な行動が逆に人助けになってしまうことも少なくない。また、独特の感性から味のある深い言葉もしばしば発し、哲学者や芸術家を感心させるほか、ときには持ち前の溢れる生命力と合わさって、世界的な危機さえうち破ってしまう。その強さはギルバルス並みと言ってもいい。
怪力の持ち主で非常にタフ、かついつも陽気。常人とは異なった味覚、嗅覚を持っており、腐敗した食べ物や毒物を食べても（『ブドウの森』他多数）平然としている（食べ過ぎると腹痛を起こすことがある）。他人が不快に感じる匂いや味も大好きで、クサヤ葉巻がお気に入り（『SMELL』『南腹乱魚』『王様だけの冬の味』）。高い所から落ちても怪我ひとつしないうえ、催眠術などの魔術にも強い耐性を持っているなど、ある意味で最強クラスのキャラクターとなっている。一方で頭脳面ではどうしようもなく、ことに記憶力の無さはさすがの仲間たちも驚くほどで、友人知人でもしばらく合わないと顔も名前も忘れてしまう。生活のだらしなさは凄まじいばかりで、家の中は散らかりほうだい、風呂嫌いで着ている服（マント）も1度も洗濯したことがなく、悪臭に耐えかねた友人や友猫がたまに洗濯してくれるほどである。
大酒飲みで底なしの大飯ぐらいで行動の原理は空腹であり、腹を満たすためなら文字通り何でも（雪、土、毒キノコなど）食べる。親に捨てられ、小さい頃から食い逃げ、たかり、万引きの常習犯である。アタゴオルにはヒデヨシが原因で閉店した店がいくつかあり、多くの店は「ヒデヨシお断り」の看板を掲げている。
また、借金の踏み倒しも数知れず、借金取りに追われる場面もよく出てくる（『銀貨8枚』）。借金取りは借金を返済しないヒデヨシに業を煮やし、最近では専門の取立て屋を雇って、家に大砲を放つという過激な取り立てをしており（『胸底晩花』）、ガッポリ商会に至っては戦車まで投入した（『取り立て戦記』）。しかし、ヒデヨシの方も抜け穴を用意するなど対抗している。
一方、強靱な体を活かして、危険な所にある薬草や珍しい鉱物の採集のほか、発明の実験台になるなどで高収入を得ることもたびたびある。ヒデヨシの汗に含まれる物質「ヒデニラ」が難病に効くことが近年判明した。
通常は新しい物を見るととりあえず食べてみようとするが、寒気を操るジャミロという生物の卵を拾って孵した後、ヒデヨシは「トト」「ドス」と名付け育てた。家族の情とは縁遠いヒデヨシだが、トトとドスはいい遊び相手になったらしくかわいがっていた。成体になったトトとドスがヒデヨシの元を去った後も、2匹が残した粘土細工をベッドに置いてトトとドスの代わりにして絵本を読み聞かせていた（『トト&ドス』）。また、「猫の森」シリーズでは知らぬ間にトリキリ・トウ鳥の卵を孵し、「コンタ」と名づけて飼っていた。また、あまりの食欲のために「テンシン」という物語の一時的なキーマンであった大きな魚の長老のようなキャラクターを殆ど暗殺のような速度で食べて殺害してしまったこともあるほどである（結果的にテンシンの魂は生きていた）。
欠点だらけの迷惑猫だがリズム感は天性のものを持ち、打楽器の名手。特にボンゴはアタゴオル最高の腕前とされ、ヒジリヤマの修業している時計店で製造している猫の目時計は、ヒデヨシのボンゴのリズムをもとに調整されている（『ボデ腹のサンバ』）。狂ってしまった大時計・柄満堂もヒデヨシの太鼓を聞かせることで直った。花びらにまきこまれた者は石化して死ぬという音網花も、ヒデヨシが規則正しいリズムで太鼓を叩いているうちは襲ってこなかった。波待ち岬にある波を操る太鼓を叩いて遊んでいるうちに竜巻を起こし、そのおかげで万病に効く薬「効々卵」を引き出し岩に発生させた（『効々卵』）。
対照的に音感は壊滅的で、歌、弦楽器（ギター、バイオリン）、笛の腕は最悪。大声で歌い、馬鹿力で楽器を弾くため彼の演奏を聞いた者は必ず耳を塞ぎ、赤ん坊は泣き出し、唐あげ丸の飼っているカニは痙攣し、ちょっかいづるは逃げ、金色の魚はツバを吐く。なぜか銀ハープだけは別のようで、名人級の腕前を持ち、テンプラや仲間たちと一緒に演奏している場面も多い。作者が傾倒したビートルズのポール・マッカートニーを真似て左利き用ギターを使う。
大河ドラマ『国盗り物語』で困難な状況でも笑いを絶やさなかった羽柴秀吉（演じたのは火野正平）が作者の印象に残り、ヒデヨシの名前の元になった。
ホシノミヤ・スミレ博士
ヒデヨシが付け髭と眼鏡で変装（スミレ博士になっているときはヒデヨシのことは友人と呼んでいる）した自称作家・詩人・研究家。ヒデ丸と自分しか読めない「スミレ文字」（でたらめな線にしか見えない文字であるが、どうやらアタゴオル語にある程度対応した書記言語の体系であるらしく、ヒデ丸がスミレ文字でメモを取ることもある）で前衛文学を執筆し、出版社「カタツムリ社」を倒産させ、巻貝出版社を倒産寸前に追い込んだ前歴がある。
他に主にタコについての研究（内容は本人にしか理解できない）を行い、研究会に自分の論文（ワイロとしてかじった酢だこや紅マグロも共に）を送っているが相手にされていない。またまじめな研究者が重大な発見をする場面に出くわすと、紅マグロやタコ1匹や金銭で自分のものにしようとする。主な著書は『あつい体を涼しくする呪文集』『春夏秋冬タコばやし』『ピンピン髭のサンバ』（いずれもカタツムリ社、絶版）『生イカ大王の腹くらべ』（巻貝出版社）。
ススキノ・テンプラ（内田朝陽）
少年時代からのヒデヨシの知り合いで唯一の親友。髪は明るい茶色で、登場初期は世相に合わせてウェーブのかかった長髪だったが、現在は肩につかないぐらいの直毛。普段は帽子を被っている人間の青年。良識溢れる穏やかな人物で、アタゴオルの多くの住人から信望を寄せられており、友達（今まで登場した友人はヒデヨシの知人とほとんどかぶるが）も多い。ヒデヨシのしでかした悪業の後始末にいつも追われており、住人の多くはテンプラがヒデヨシの友人（知人）だと言う事実に常に首をひねっている。クロマチック・ハーモニカ（原作では銀ハープと呼ばれるハーモニカ）の名手で、アタゴオルでも一番の腕前。記憶力にも優れ、僅かな間に古代の長々とした呪文を正確に覚え、暗唱できてしまうほどである。
ヒデヨシと初めて出会ったのは子供の頃。小さなヒデヨシが万引きを働いて木に縛り上げられていたのを発見したときで、涙を流して助けを乞うヒデヨシの縄を解くと、ヒデヨシはテンプラを縛って逃げたという。
作者は当時の世に流行った「命懸けで何かと戦うガツガツした熱血系」とは対極のキャラクターを作ったつもりだったが、「キリエラ戦記」では銀ハープの名手という才能を生かしてキリエラを使い、網樹と果敢に戦った。
作者自身の分身ともいえる存在で、「テンプラ」という名も作者があがり症であることからきている（テンプラ＝揚がる、という洒落。）。
ヤニ・パンツ
ヒデヨシの数少ない友猫。極めて学識豊かな猫で、その名声はアタゴオルを越えて鳴り響いている。特に考古学に造詣が深く古代文字解読が得意で、ナスナ王朝時代の謎をいくつも解き明かしている。テンプラとは親友といえる間柄で、よく一緒に発掘や調べ物をしている。初期では、パイプ (たばこ)ではなくたばこを吸っていた。テンプラ同様、普段は帽子を被っている。
初登場した作品ではいわゆるフルチンであったため、作者が「パンツはいてないこいつの名前は何にしよう」と妻に聞いたところ、「パンツ」と命名されたという逸話がある。
タクマ
ヒデヨシ（テンプラ、パンツ）の友人で人間の青年。いつも水玉模様のバンダナをかぶっている。椿という名の妹がいる。
しっかり者で体術に長けており、特に弓術が得意。初期シリーズでは、アクションシーンにおいては彼が主な活躍を見せていた。
アタゴオルに住んでいたが、「玉手箱」シリーズでは、病弱な妹の療養などのため、銀しぶき海に浮かぶ海底島に移住していた。
タルダリ大帝編でヒデヨシを銀しぶき海に呼び寄せたが、ヒデヨシはタクマのことをすっかり忘れていた（しかもその手紙はゴミ箱に捨てられてあった）。
オクワさん
「オクワ酒屋」を経営する、眼鏡と髭が特徴の、気のいい人間のオヤジさん。中々の博識家で、初期にはトラブルを抱えたテンプラたちが、彼を頼りにオクワ酒屋に駆け込むなどの場面も見られた（『影切り森の銀ハープ』)。また、古い文献で見つけた未知の名酒を作るために、材料を探して歩き回る（『雪待ち草の酒』）など、研究熱心な酒造家でもある。
テンプラたちは何かというとオクワ酒屋に集まっており、ときにはオクワさん自身も彼らの騒動に巻き込まれ、さらには店ごと船旅に出る羽目になったこともある（『果てしなき水の旅』、詳細は「ショップ」を参照）。ヒデヨシにツケで呑ませてやったりと面倒見もいい。
初期作品群から登場している。作者が漫画家として駆け出しの頃によく酒や食事をおごってもらった知人「大桑さん」がモデル。
ヒジリヤマ
時計屋の親方について修業している丸眼鏡をかけた若い猫。その名前は、作者の高校時代の同級生に由来。アタゴオル以前の初期作品群ですでに登場している。
フーコ
「物語」シリーズに登場した人間の女性。ヒデヨシたちの遊び仲間だったが「玉手箱」シリーズ以降しばらく登場していなかった。「猫の森」で糠の目博士の助手として久々に登場したが、キャラクターデザインがテマリと被ってしまったためか、長期間に渡って登場していない。
糠の目博士
「物語」に登場する元アタゴオル在住の発明家。人間。「猫の森」シリーズで久々に登場。ヒデヨシの悪戯に耐えかねて鳥霧山に居を移したが、マグロ1本でどれほど危険な実験でも引き受けてくれるヒデヨシの存在が貴重であることに気が付いたとのこと。
ギルバルス（田辺誠一）
戦闘において活躍する、いわゆる「トリックスター」タイプのキャラクターで「アタゴオル物語」から登場していたが、「玉手箱」では一度も登場しない。「ギルドマ」や「猫の森」シリーズから中心キャラになることが多くなり、登場場面も増えた。
弟をエスガルという妖術使いの狐に殺され、敵を討つためにアタゴオルを訪れた（『ギルバルス』）。
言動は常に冷静沈着で、強力な魔力を持つさすらいの超猫。いつも眼帯をしているため一見隻眼に見えるが、実は右目は健在。ツキミ姫とともに飛行能力を持つ数少ないキャラ。左利きで横笛が得意。「月の光がある限り不死身」と公言している（『植物見張り塔』）。また、彼の名が呪文の一部に含まれるなど、強いだけでなく非常に神秘的なキャラクターである。
キャラクターの原型は初期作品「ヨネザアド物語」に登場する、レジスタンス組織「嵐牙党」の首領。
唐あげ丸（大林隆介）
フルネームはハサミ夜・コミ夜・唐あげ丸。銀しぶき海の青猫島からアタゴオルに移住してきた床屋（『唐あげ床屋』）。夢のスープで客を眠らせ、その間にバイオリンでカニを操って散髪する。カニは、リーダー格のプク松の他に、タテミ、アワ太、ツメの助がいる。
「感動は自分の手から生み出される」と公言する、超一流のバイオリン奏者だが、非常に繊細な神経の持ち主であるため躁鬱の気を持つ、ヒデヨシとは違う意味でのお騒がせ猫。鷹床丸という弟がいる。
葉をこすると美しい旋律が流れる桐王の木が、開墾されていく地で枯れかかっていることを聞いただけで倒れたり（『みるつちいろみる』）、部屋に閉じこもって亀の甲羅をかぶった一人遊びをヒデヨシに見られ、その秘密が不幸な偶然でばれたときはショックで廃猫状態になったり（『ウッツメ』）、現実世界ではレコードかCDにあたる「モスモスッ葉」に演奏を録音するときも、満足いく演奏ができず繰り返し演奏していくうち、皆が自分を嘲笑していると被害妄想の果てに逃走したり（『モスモスッ葉』）など、感情の起伏が激しく、表情もコロコロと変化する。躁状態のときはヒデヨシ以上に過激な行動（人を川に突き飛ばす、爆弾を撒き散らすなど）を見せる他、かつては桃色三日月の夜になると、ある事情から正気を失い、猫の目時計をバラバラにしたり、所構わず爆弾をまき散らすなど理性のかけらもない行動を取っていた（そのたびにヒデ丸に丸太や金づちでなぐられて気絶していた）（『PINK BANANA MOON』）。桃色三日月の謎が解明されてしばらくはおとなしかったが、「玉手箱」の後半や「猫の森」シリーズでは三日月とは関係なしに暴れるようになり、特に作曲に行き詰まったときやプレッシャーがかかったときは、以前よりも過激な行動を取るようになった。
猫が毛を刈らない冬場は喫茶店「粉雪亭」経営が主たる生業。先祖にも有名なバイオリニストがいたらしい。高価なバイオリンをいくつか所有（中にはストラディヴァリウス級の名器「月耳」も）。アタゴオルには日を追うごとに彼の演奏の愛好者が増えている。
ますむらが深く敬愛する舞踏家で演出家の唐十郎がモデル。
ヒデ丸（ゆりん）
唐あげ丸の店で床屋の修行（バイオリンを弾く場面などは出てこない）をしているシャムの子猫。真面目で賢く、手先も器用で機転も利く。ヒデヨシの子分（本人は遊び感覚で付き合っているだけだが）でもある。唐あげ丸の過激な行動を止めるのも重要な役目。主にツッコミ役。モデルは作者の最初の飼い猫。
欠食ドラ猫団
「物語」から登場しているゴロツキ猫（実質窃盗集団。「猫の森」からはどちらかと言うと何でも屋）グループ。ヒデヨシのライバルで、結成直後にいきなり大喧嘩をした（『しゅるしゅるぱあん』）。その名のとおり、いつも空腹で、「欠食ドラ猫団の歌」（ますむらによると、「少年探偵団」のテーマの替え歌らしい）を歌いながら、腹を鳴らして歩く。
メンバーはリーダー格のブチ丸（黒のぶち猫）、茶々丸（葉模様のサングラスをかけている）、カツラ（大猫）の三匹組。ブチ丸は「親分」と呼ばれるが、茶々丸は人称代名詞で呼ばれてばかりである。カツラは大食いで怪力の持ち主で、「玉手箱」ではヒデヨシと珍物毒物食い（毒キノコ、腹痛どんぐり等）勝負をしているが、瀕死の金色の魚を救いたいと主張するやさしい面もある。また、ツキミ姫から「不思議な力を持っている」と言われており、彼女が持ってる楽器を鳴らすことができる。三匹の中では唯一、カツラのみ字の読み書きができないが、カツラはヒデヨシに比べ、はるかに義理堅く常識を持っている。
3匹のモデルはいずれも作者の飼い猫だったが、欠食ドラ猫団の登場後、1980年に全員行方不明になってしまった。以降、愛猫をモデルにすることはやめたという。
くねくね
自由に外見や声色を変えることが出来る謎の生命体。「物語」シリーズより登場（『水晶箱のくねくね』）。昔その能力を使っていたずらばかりしていたので、いい魔法使いに捕まって水晶に閉じ込められた（後にこの話は善悪が反対になって語り継がれた）が、桃色三日月の夜に唐揚げ丸が撒き散らした爆弾で水晶が壊れ復活した。ヒデヨシの友達で、猫正宗工場襲撃の手引きをしていた（『そして新記録』）。セミ料理が大好き。「物語」以降鳥霧山に住んでいた様である。
葉魔
かつてヨネザアド大陸を支配した黒髪王朝の末裔。両親を殺して何かを奪っていった三人組の賊をギルドマジャングルまで追って殺し、奪い返した箱の中にあった地図から黒髪王朝の残した遺産を知り、サーカス団に似せた一味を引き連れてアタゴオルに現れた。全身に包帯を巻いており、海草から作ったあやつり液を打ち込まれた者は、同じ海草で作った包帯を巻いている彼の思い通りに操られる。王国の秘宝の1つである緑止液（使用者は定期的に一定時間緑死海の海水に全身を浸す必要がある）を飲んだため、年をとっていない。包帯を取った彼の黒髪を見たときのテンプラ達の反応から見ると、黒髪はアタゴオルでは珍しいらしい。
アタゴオルで最後の秘宝を手に入れ、仲間たちとともに旅立っていった（『冬のサーカス団』）。
サスケ
葉魔のサーカスで飼われていたゾウ。ヒデヨシの猫正宗を盗み飲みしたのがきっかけで、ヒデヨシの子分となった。「アタゴオル玉手箱」で説舌バナナを食べて言葉をしゃべるようになる。
牙
「物語」シリーズでは時間に関わる能力を持っている。腰に剣を携え、額に鎌のような模様を持つ猫。「船が去っていく姿を見たものはいない」と言われる海賊船「赤い牙」号の船長。ヒデヨシ達との戦闘で砲撃を受けた後、甲板の大時計から発する極無砲で桃色リンゴ丸の時間を止め、時が止まった領域でも動ける腕輪をつけて桃色リンゴ丸の積荷を奪っていった。
はるかな昔、アタゴオルの滑りの森にある大量の時計を製作した。長い時を経て、すべて止まってしまった森の時計を動かすため、密かにアタゴオルを訪れる。ワラビ採りに来たついでに時計を調べようとしたヒデヨシとパンツに目撃されたため、二人を捕らえる（『時間城』）。
何か目的を持っていたらしいが「物語」シリーズは中盤以降ゆったりした雰囲気の世界を形成し、再登場の機会は自然消滅したようである。
「ジャングル・ブギ」ではベリナや里透と共に紅ドクロ王の配下で、医術を含む様々な技術を持った科学者。
里透
牙の部下で白目の猫。「物語」シリーズでは透視や索敵能力を使う。
「ジャングル・ブギ」では牙とは同等の立場にあり、「考海」という術でギルバルスや鳴門を追い詰めたが、鳴門に術を破られてしまう。
紅ドクロ王
およそ100年前、群青剣の力で現在のアタゴオル一帯を支配していた暴君。配下からは大帝と呼ばれる。それより以前にも王朝を立てていたが、暴政に反発した人々に打倒されて潜伏していた。群青剣の存在を知ったことで活動を再開し、アタゴオルを制圧して群青剣を鳴門から奪うが、鳴門への憎悪を群青剣に増幅されたことで執拗に鳴門を付け狙うようになり、最後は鳴門によって群青剣や配下もろとも宇宙に吹き飛ばされた。
暴君ではあるが、術を破られて重傷を負った里透の見舞いに訪れたり、ギルバルスと相打ちになったベリナの心配をするなど、自分に従う者には寛容な姿を見せた。
魔女
つばのない帽子を被った長い髪で黒服の女。武器は吹き矢。ギルバルス曰く、「オレと同種の銀色の血を持つ者」。アタゴオルの植物見張り塔で密かに天龍の卵を孵し、はるか昔に滅びた紅どくろ王を復活させようと企み、それを阻止すべくやってきたギルバルスと戦う。しかし二人の技量は拮抗し、決着の着かないまま、天龍に乗って鳥霧山の火口に逃走した（『植物見張り塔』）。「ジャングル・ブギ」では紅どくろ王の部下でベリナと呼ばれていた。世界征服を企む紅どくろ王の指令で、牙や里透と共に人の欲望や憎悪を糧にする群青剣を探し、鳴門やギルバルスと戦った。
アタゴオルの原型である「ヨネザアド物語」には、よく似た女・ラドが登場し、ヨネザアドの砲兵隊を天龍の砲撃で蹂躙する。

### 初出が「アタゴオル玉手箱」のキャラクター
ツキミ姫（平山あや）
「玉手箱」シリーズから登場。三日月石を探しに来たヒデヨシによって谷底の岩の中にあった透明なカプセルから目覚めた（『ツキミ姫のお菓子』）。
冷静かつ聡明な人物で、古代のアタゴオル森の王女だったらしい。強力な超能力（魔術？）の使い手で、タルダリ大帝の目を見ても術にかからず、「キリエラ戦記」では、勇敢に敵と戦う姿も見られる。
当初ゲストキャラの予定だったが、謎の植物に近づこうとするヒデヨシを想念の力で止めたり（『ムラサキホタル草』）、沼から聞こえてくる謎の言葉を聞き取ったり（『水色の切符』）、頭痛の原因を解明するために地面を爆破したり（『野苺スケッチ』）、風鱗キノコから水の中でも息ができる薬を作ったり（『水色の避暑』）、ヒデヨシの怪力でも開かない箱を開けたり（『ミイト緯度の指』）、時間のすき間に入り込んだり（『時の小箱』）と様々な場面で力を発揮してレギュラーに昇格している。
星の光を釣るときに空気の流れが速い場所を見つけたり、星街では人目につかぬよう地下で営業している金星コーヒー店を見つけたり（『銀色の花粉』）、風に乗って紡がれる糸のような言葉の流れを見たり（『ミイト緯度の指』）、光の猫が変形した立体地図を再現したり（『キリエラ戦記』）、危険な所に入っていくヒデヨシの姿を草鏡の術で大きな葉に映し出したり（『夏のお出かけ』）、空中に漂う人魂のようなものを見る能力をテンプラと共有したり（『みるつちいろみる』）、クラゲのような形をした生き物・ミラフカバによって父王の幻影を見たときは、その幻視能力を超えてすぐにミラフカバ本体が見えてしまって盛り上がらなかったり（『神様、お願い！』）、折れて力を失った寒々杖の力を取り戻すための策を幻視したり（『寒々杖』）、見えない樹木が腕や脚から伸びてヒデヨシとテンプラが空中を歩いているように見えるタネ明かしをしたり（『キホ』）、特に透視や幻視などの『見る』能力に優れている。
ヒデヨシの無軌道さを気に入っており、頻繁につるんで遊んでいる。ただし、ヒデヨシが大金を持っているにもかかわらず、借金の踏み倒しを図ったときはさすがに怒り、ヒデヨシの手助けを途中で放棄した（『取り立て戦記』）。ヒデヨシもかなり彼女のことは気に入っているようで、目新しい玩具を手に入れると取り敢えず彼女に見せびらかしに行くことが多い。
昔はヒデヨシに似たブンダという家来の猫がいたらしい（「コスモス楽園記」に登場するヒデヨシそっくりの文太との関係は不明）。トレードマークは三角帽子。
作者のますむらは原田知世の熱烈なファンで、ツキミ姫は執筆当時の彼女をイメージしたと語っている。
テマリ（谷山浩子）
「玉手箱」から登場。人間の女占い師。歌と工作が得意で、特に音楽は玄人はだし（音楽家に転向しようとした）。ヒデヨシとは口喧嘩をすることが多く、しばしば粗末な扱いをされ殺されたこともあったが、恨みに思っていないことから実は仲が良いと思われる。
「猫の森」シリーズから性格が少しずつ神経質になったが、よくヒデヨシと行動し、いつの間にか欠食ドラ猫団に好かれている。
切手屋
ヒデヨシとツキミ姫が星街に行ったとき、金星コーヒー店を探して知り合った人物（『銀色の花粉』）。切手屋を名乗っているが集めた切手は売りに出さないので、事実上は切手コレクターである。珍しい切手が手に入る場所にちょくちょく出没するが晶磁林山でゴラルム文明の黄金切手を探すために火薬石を使ったり、水製切手を手に入れるために滝に打たれたりと、切手を手に入れるためなら何でもする。（『ミイト緯度の指』『夕暮れの切手』）。
モデルとなった人物はサザン・ロックの代表的ミュージシャン「ドクター・ジョン」。
鷹床丸
唐あげ丸の弟。桃色三日月の夜に川に落ちて行方不明になった後、記憶を失っていた。万華鏡の収集家で、蛇腹沼にあると言われる「決して手に入れることができない万華鏡」を探しにアタゴオルにやって来たときに唐あげ丸と再会した。音楽センスは唐あげ丸とは正反対で、ヒデヨシのデタラメな爆音を好む（『かれいど・すこおぷ』）。
霧尾
「玉手箱」シリーズ終盤の「キリエラ戦記」に登場する少年猫。網樹を使ってかつて誰も横断を成し遂げていなかったゴランドア大陸の「胸の海林」を横断する夢を持っていたが、動物も植物も鉱物も食らい尽くして己の一部としていく網樹の恐るべき本質に気づき、ヒデヨシらに協力して網樹を倒す。
銀波船長
黒いバイオリンの旗を掲げた海賊船「闇のバイオリン号」に乗る凶悪海賊のボス。キリエラの謎を知り、ヒデヨシが墓場で見つけた水晶の棒によって呼び寄せられた光の猫を巡り、ヒデヨシ達と敵対する。
バイオリンをこよなく愛し、バイオリン弾きには一切手を出さないことで知られる（そのため村中がバイオリン弾きになった島まであると言う）。ヒデヨシと共に「闇のバイオリン号」に侵入した唐あげ丸の演奏を気に入り左舷音楽師に任命したが、唐あげ丸は先祖が盗まれたバイオリンを取り返した上、船にあった高価なバイオリンを全部盗んで逃げた（唐あげ丸は「バイオリンが私についてきた」と主張している）。ヒデヨシのデタラメな演奏で、光の猫からキリエラに関するヒントを聞きだす。
その後ヒデヨシを猫質に取ってテンプラにキリエラを吹かせ、網樹を復活させる。網樹を操り長年攻略できなかったゴランドア大陸の都を壊滅させたが、仕返しに来たヒデヨシのせいで網樹の脳は暴走して、網樹に捕まり吸収されてしまった。
その後キリエラを奪いにテンプラの前に現れるが、既に人間ではなく網樹の一部であると見破られる。
葉座
銀波船長を敬愛する部下。全身に葉を茂らせた白目の男で、ツキミ姫と互角に戦う。強力な催眠術や念動力の使い手でテマリやツキミ姫を水晶漬けにしたが、ツキミ姫の意識を完全に眠らせることは不可能だった。暴走した網樹から一度は逃げ出したが、戻ってきて吸収された銀波船長と話しているところを網樹に吸収された。
網樹
キリエラによって作り出された巨大な怪物。周囲の鉱物や植物を吸収し成長していく。作り出された当初は銀波船長によって制御されていたが、ヒデヨシの乱射によって脳が刺激され銀波海賊団を吸収し知能を得た。
光波の都の光の玉を取り込み急成長。街を飲み込み、無数の生命群を生み出した。生命群は土を喰らい増え続け、テンプラや銀波船長には「死の文明」に喩えられた。脳室に入り込んだヒデヨシ達の動きを封じるも、キリエラを吹いたツキミ姫に倒される。

### 初出が「アタゴオル」のキャラクター
木丸（もくまる）
アンジリアに生える「叡智の木」と言われる連知樹にヒデヨシが抱きつき、折れた枝が猫化した。枝のままでもヒデヨシの紅マグロを横取りして食べていたが、猫化した後は言葉をしゃべり、食べ物や飲み物は脚（＝根っこ）から吸収する。樹木に触れることで木の言葉を理解する（『森の記憶』）。
遺跡から出土した木片を触って正確な時代を当てたり、道具の使用法を知ることもできる。

### 初出が「アタゴオルは猫の森」のキャラクター
ランダ
絶対鉱物に封印されていた憎しみの生命体。青黒い液体状の体に巨大な一つ目を持っている。生き物が嘆き悲しむと体が大きくなる。鉱物を媒体に憎しみの感情に干渉し、それを利用し生き物を鉱物化させる。
モズマ
銀しぶき海の海賊で「青ダコ人魚（プルウ・パッセン）号」の船長。高額の賞金首。実は八腕教第3代大法王の息子であったが、反乱を起こして逃亡した。
トンボ
モズマの手下であったが、実は八腕教第3代大法王が送り込んだスパイだった。
異断銀
300年前に活躍した銀しぶき海の海賊。潮目博士の建造した「ギンダウル号」で無敵を誇ったが、銀しぶきマダラダコのミドウリの陰謀によって海底に沈められた。
マサオシ
銀しぶき海に住む超巨大タコで八腕教徒から崇められている。ヒデヨシに腕を囓られたが、後にギルバルスに協力してミドウリを倒した。
ガンポン・ブル
ガッポリ商会の借金取り立て人。借金の取り立てには手段を選ばず、バズーカや戦車まで使用する。
バザラ
ガッポリ商会の会長。雪を操る術を使いこなす。
ゼム王
ピンプル樹国の王。
キュパ姫
ゼム王の娘。花を操る力を持つ。
ツンツ頭巾
ゼム王にギルバルスを捕らえるように命令されているが、ヒデヨシにゲロ頭巾と呼ばれたことを根に持ち、独断でヒデヨシを殺そうとしている。昆虫の見た風景を水晶に映すことができる。
ゲンデラ
ピンプル樹国に封印されていた怪物。キュパ姫に身体の半分を解放され、ギルバルスからチョウマを奪うことと引き換えに残る半分も解放される契約をした。ギルバルスに敵わなかったので、クネクネを使いキュパ姫を騙し、本来の力を取り戻した。キノコや粘菌を操る。

### 4.初出がその他のシリーズのキャラクター
鳴門
「ジャングル・ブギ」の主人公。幼少時から不思議な力を持っており、直観力にも優れている。仰武帝の墳墓から群青剣を発見したことで紅ドクロ王と対決することになる。はるか過去に群青剣と戦って敗北した青年の子孫で、地底の森で星の意思と出会ったことで真の力を解放し、群青剣と紅ドクロ王を宇宙に吹き飛ばした。
ピレア・イノチェダ（夏木マリ）
「ギルドマ」に登場。はるか古代に、知的な植物でヨネザアド大陸を支配し女王として君臨していたが、輝彦宮と戦って倒され、封印されていた植物の闇の女王。ヒデヨシによって封印を解かれて復活し、再び大陸を支配しようとする。
漫画版では毒々しい斑模様のガーベラのような姿だったが、映画版ではバラをモチーフにしたような姿に変更されている。
輝彦宮（かがやきひこのみや）= ヒデコ（小桜エツ子）
「ギルドマ」に登場。ピレアとは対の立場にある植物の王。はるか古代にピレアを倒して封印した際、同時に自らも封印され眠りについていたが、ピレアの復活と同時に目覚める。目覚めた後、一番力があると自らが見込んだ者を「父親」として付き、その者の人格や知力をもとに成長するが、ヒデヨシを「父親」としたために、体は小さくラグビーボールに短い手足をつけたような、見るからに弱々しい姿になってしまう（ピレアの言葉によれば、はるか昔にピレアと戦った輝彦宮はピレアよりはるかに大きく立派だったらしい）が、小さいままでも潜在能力は高い。植物にした者たちに服従を誓わせるピレアの印を、ヒデヨシの顔に描き変えたりさまざまな能力を有する。ヒデヨシからは「ヒデコ」と呼ばれる。
網弦（あみげん）（谷啓）
「ギルドマ」に登場。セミのような奇怪な姿をした謎の生き物。木の幹にしがみつき、とがった口で樹液を吸っている。ヒデヨシやピレアたちの前にたびたび現れ、敵とも味方ともつかない行動を取るが、その正体は、歴史の動く場面を見届けるのが役目の「目撃師」であった。
アラトリ時王
「Jaria」で初登場した若い猫。鉱物を操る力を持つ。「猫の森」シリーズでアタゴオルに移住してきた。

## 地名・アイテムなど

### 地名
アタゴオル
猫と人間が平等に暮らす大森林。ヨネザアド大陸にある。内部に数多くの小さな森を含んでいる。かつてナスナ王朝や紅どくろ王朝と呼ばれるいくつかの王朝が栄え、様々な謎の遺跡を残した。また動植物の大きさが現実世界と違うものもある（花梨や貝など）。東武野田線沿線のどこかの自販機の隙間にアタゴオルへの秘密通路がある（『影切り森の銀ハープ』）とされている（猫が自販機の隙間に入り込み、アタゴオルに向かう描写は、「マンガ少年」への連載に際して、アタゴオルと現実世界との接点を作中に織り込むよう当時の編集長から指示されて不本意ながら描いたものであると作者自身が語っている）。住人達は巨大な木の枝の間や枝と枝を結ぶツルの脇等に植物を内部に生やした住居に住んでいる。トリキリ・トウ鳥の力によって温泉地としても有名になった（『コン・コン』）。東武野田線の愛宕駅（千葉県野田市在住である作者の地元の最寄駅）がその名の由来。
ヨネザアド
アタゴオルやギルドマがある大陸の名前でもあるが、ヨネザアドと呼ばれる地方もあるようで、しばしば「ヨネザアドから来た」という人物がアタゴオルを訪問している。作者の故郷である山形県米沢市がその名の由来。
銀しぶき海
アタゴオルの南方に広がる多島海。海賊が多く出没する。
青猫島
銀しぶき海に浮かぶ島の一つで唐あげ丸の故郷。床屋の聖地とされ、島では7年に一度「床屋まつり」なる不思議な祭りが開催されている。
燈宮島
銀しぶき海に浮かぶ島の一つ。ヒデヨシの大好物である星ミカンと銀くじらの干し物が特産物。
パロパロ島
銀しぶき海とヨネザアド大陸の間にある小島。ヒデヨシたちは青猫島への航海の途中で立ち寄ったが、あまりにも静かで異様な雰囲気に不審感を抱く。（『パロパロ島』）。
海底島
銀しぶき海にある島。タクマと椿が移住した。「玉手箱」シリーズでタルダリ大帝が来襲した。植物には海草のようなものが多い。
波待ち岬
アタゴオルから鳥霧山脈を越えた先にある岬。ハリガネ草という希少な植物が自生している。
緑死海
アタゴオルに接する海。銀しぶき海はさらに南方になる。「物語」シリーズに登場した葉魔が、この海の底で「冬のサーカス」団を発見した。
鳥霧山
アタゴオルの南にそびえる大山塊。アタゴオル地方最大の活火山で、過去、幾度も噴火してアタゴオルに大きな被害をもたらしてきた。
ギルドマ・ジャングル
鳥霧山の南方に広がる熱帯雨林。歯動剣竜などの恐竜が生息している。
蛇腹沼
アタゴオル中心部にある湖。かなり深い古代湖で「大ツノ貝」などの古代生物も生息している。海にも通じているらしいが、川で繋がっているのか汽水湖なのかは定かではない。
花梨島
蛇腹沼に浮かぶ島の一つ。髭マス釣りの穴場であるが、ナスナ時代の遺跡「花梨の天」も残されている。
ほうずき沼
アタゴオルにある沼、古代生物の「光る魚」が生息している。
浮島通り
小川沿いに店が建ち並ぶアタゴオルの繁華街。テマリの占い店もここにある。
伝言林
伝言板をぶら下げておく林。たまにヒデ丸代筆のヒデヨシのふざけた伝言もかかる他、冬にはドラネコ団が伝言板を盗んで薪にすることもある。
植物見張り塔
アタゴオルで最大の高さを持つ塔。森中の植物を見張るように立っているのが名前の由来。かつては天竜の卵を守っていた魔女が住み着いており、彼女によって塔に立ち入った者が悉く殺害されていた。天竜の復活によって上部が破壊される（『植物見張り塔』）。「猫の森」では地下に森の植物を管理する装置が設置されていたことが判明する（『キホ』）。
星街
風鈴森の上空に浮かぶ街。一般的には磨き込んだ釣り針を使い、集まってきた星のあかりをたどって入口を探す（『星街つり』）。その他、パンツが古文書にある設計図をもとに製作した「気巻砲」で、テンプラとパンツが瞬間移動したり（『キリン塔』）、借金取りに破壊されたヒデヨシの家をツキミ姫が再建した際に、土中から出現した「きもうさ像」（星街の宗教団体「きもうさ座光波浴々団」が信仰する「きもうさ様」の像。遠い昔に地上に奉納されたらしい）の力で移動したこともある（『胸ニハタメク』）。
アンジリア
アタゴオルに流れる川の下流にある街。「叡智の木」と呼ばれる知性を持つ樹木・連知樹を神聖視している。
エカイゾシア
ヨネザアドの巨大な鉱物都市。
バンドゲル帝国
銀しぶき海沿岸のヨネザアド大陸でもかなり南方にある国家。首都はバギルゼラ。タコを聖動物とあがめる八腕教が盛んであったが、銀しぶきマダラダコのミドウリの陰謀によって都は1度ゴーストシティと化した。

### ショップ
オクワ酒屋
オクワさんが経営する酒屋。建物はリンゴの形をしている。桃色リンゴ丸（2号）が埋められていた場所に建てられていたため、リンゴ丸が地上に姿を現した際に持ち上げられ、マストにくっついてその一部となってしまい、主とともにそのまま銀しぶき海に行ったこともある（『果てしなき水の旅』）。その後しばらく桃色リンゴ丸のマストに置かれていたが、後に蛇腹沼ぞいにリニューアルオープンした。
海賊古本屋
古本屋。パンツが掘り出しものの古文書を発掘する。
ランポンのマフラー屋
旅の行商猫ランポンが川セミ峠でたまに開店する毛糸製品の屋台。ランポンの店の製品は独自の製法で非常に暖かいらしい（『風を編む』）。
マント屋
蓮々森の奥にある。ヒデヨシが愛用する唐草模様の風呂敷マントはここで販売している。光が当たると当たった光に応じて音楽を発する不思議なマントを販売していた（『蓮々森の音楽家』）。
粉雪亭
唐あげ丸が経営する喫茶店。ヒデヨシが霧ふみ森で発見したアタゴオル産のコーヒー豆（一粒がラグビーボールのように巨大。なぜか焙煎済み）100%使用が売り（『銀貨8枚』）。たまに突然店を閉めるときがある（『ウッツメ』）。
金星コーヒー店
星街にあるコーヒー店。流星コーヒーや銀河コーヒーが有名。世界中の切手コレクターの憧れの店で、客がこの店のコーヒーを飲むと、体内から出る熱によって、銀色の花粉とともに、金色の卵に入ったその客だけのこの世にたった1枚だけのオリジナルの切手ができる。店の主猫は、カジキ座金星派という星占いの会に入会しており、その教えにより、カジキ座の金星の青白い輪が下に傾いている間は客にできるだけ見つからないように店をあちこち移動させるため、その期間はなかなか居場所を見つけることができない（『銀色の花粉』）。
美茶（びっちゃ）のかき氷屋
冬になるとアタゴオルに行商に来るかき氷屋。毎回変わった趣向の新商品を発表するので注目の的である（『美茶』『胸鳴胸泣きかき氷』）。今は亡き作者の友人がモデル。

### アイテム
桃色リンゴ丸
かつてフ・ゴナという猫が建造した二隻の船の名称。80年ごとに種に戻る植物「鉄風草」で出来ており、1隻が種に戻っている間はもう1隻が成長して船の形態になる。高い物見台やタコ気球を備えた巨大な船で、船内には多数の船室や倉庫があり、船首に砲台が2基配備されている。ヒデヨシ達は遠征に出かける際によく使用する。「物語」シリーズではインド洋に出現して海賊キッドの頭を抱えさせたこともあった（『タヌキが空から落ちてきた』『ヒデヨシ版宝島』）。
「猫の森」シリーズではツキミ姫と時王の力によって自動操縦可能な水晶製の船に改造された（『テルウテ』）。
月見ハウス（ももんぐあ、ヒデヒデ号）
ツキミ姫がコプコプ草で作った笛の音で建造した家（『月見ハウス』）で、飛行船にもなる。『タルダリ大帝』『キリエラ戦記』で活躍。
もともとカブトムシの形状だが、『タルダリ大帝』編では飛行船となって海底島に向かう途中、酒に酔ったヒデヨシが中枢部に頭を突っ込み、ヒデヨシの意思と一体化して毛だらけの巨大なモモンガ状の船と化した（『ももんぐあ』）。
『キリエラ戦記』では、ヒデ丸が作成した設計図を読み込んで猫型の潜水艦「ヒデヒデ号」に変形した。客室や食堂の他に自動操縦装置、砲座を備えており『キリエラ戦記』の後、アタゴオルに帰還してから元のカブトムシ形状に戻った。
最近は三日月の形を取っている。ツキミ姫の吹く笛に合わせて自由に形状が変化する不思議な家である。
猫正宗
アタゴオルを代表する銘酒で、酒ビンに栓をしなくてもいつまでも新鮮な味がする。製造工場はヒデヨシの襲撃（かっぱらい）を恐れて、森の奥を点々としている（『そして新記録』）。
紅マグロ（べにまぐろ）
アタゴオルで非常に人気がある魚。全長1メートル強。切り身ではなく丸ごと1本の単位で小売りされていることが多い。パンツ曰く「猫の舌にとってはたまらない味」で、ヒデヨシの大好物である。資源量は豊富らしい。
仙丹豆
世界最大と言われる豆。この豆で醸造した「仙丹酒」を飲んだ後に仙丹豆に触れると、仙丹豆を通して360度視界のプラネタリウムを体験することが出来る。このプラネタリウムは人工のものではなく、仙丹豆の持つ性質らしい。
アタゴオルでは絶滅しているが、青猫島には現在も仙丹酒屋（仙丹酒を飲ませてプラネタリウム体験をさせる店）があり、ヒデヨシとテンプラは青猫島を訪れた際、仙丹酒屋でプラネタリウム体験を楽しんだ（『仙丹豆』）。
星笛
ヒデヨシがアタゴオル博物館から盗み出した魔法の笛。これを吹くと隕石が2、3個落ちてくる（『タヌキが空から落ちてきた』『流れ星を呼ぶ男』）。
クサヤの葉巻
ヒデヨシが愛飲する葉巻。腐敗した紅マグロの内臓に1年間漬け込むという独特の製法で、海底島のプッカラ煙草堂が製造している。ヒデヨシ以外には吸うことが出来ない（副流煙はすさまじい臭いで慣れない者は煙を吸っただけでも気絶する）。プッカラ煙草堂の親方が、誰にも吸えない葉巻を作ろうと考えて製造したもので、ヒデヨシがプッカラ煙草堂を訪れた際、その肺の強さに感服した親方から、さらに臭いの濃度の濃い「超クサヤ葉巻」（他の者がそばにいるときに吸うと、その者が死んでしまう）を贈られた（『SMELL』）。
ヒデヨシがアタゴオルに帰った後も折に触れて吸っているところを見ると、海底島からわざわざ取り寄せているらしい。
また、カナブン島の禁断のブツとも言われる「大ハラワタ80号」という銘柄もある。その匂いは海賊すら逃げ出し、ヒデヨシですら少し涙目になる（『キホ』）。
ネズミトランプ
アタゴオルで賭博やゲームに使われるカード。ネズミの体を溶かして作られている44枚のカード（同じ絵柄のカード@4枚×11組）と猫の顔の絵柄の7枚のカード（猫の牙がつぶし込んである）との計51枚のカードで行ない、同じ絵柄のカードを一番早く4枚揃えた者が勝ち（鳴き声とともに赤ネズミの絵がカードに浮かび上がる）。ただし、同じ絵柄のカードが2枚3枚と揃っても、猫カードを引いてしまうと、集めたカードはテーブル上のものと入れ替わってしまい、最初から集め直しとなる。ネズミカードはその性質から、ある方法でイカサマが可能であり、ヒデヨシは「野生のカン」でこれを発見し、荒稼ぎをしていた（『ハサミを持ったギャンブラー』）。
青猫島製ネズミトランプは、青猫島近海に生息する「生命魚」の液をしみこませてあり、その日が誕生日の者がいるとゲームができない、とされている。この特徴を使って不明だったヒデヨシの誕生日を突き止めたことがある（『誕生日』）。
銀クジラの干物
銀しぶき海の特産で燈宮島の名物。ヒデヨシとテンプラは友猫である風々丸からこれを分けてもらった。その美味に涙を流すほど感動したヒデヨシは、ぜひとも手に入れるべく桃色リンゴ丸で航海に出ることを決意する（『果てしなき水の旅』）。実は売り物ではなく、燈宮島にあるイチゴ森の漁師・波引き丸の魚屋で、二枚岩（銀しぶき海にある波引き丸の漁場とつながっている）の間を飛ぶ紅マグロをモリで一匹捕まえると、銀クジラの干物一切れと交換してもらえる「賞品」だった（『イチゴ森の魚屋さん』）。
パナ豆
巨大な豆で、二つに割ったサヤは強烈な揚力を発揮し、風に乗って空を飛ぶことが出来る。糠の目博士の幼少時はアタゴオルに多くあったが、ほとんど見られなくなってしまったため、糠の目博士が栽培していたものを使ってヒデヨシたちは飛行を楽しんだ（『夜の気流』）。1981年製作のテレビアニメ用パイロットフィルムでは、この物語が使われた。
ちょっかいづる
色々な建物にまとわりついては無責任で出鱈目な誹謗中傷を住人に浴びせる植物。凄まじい繁殖力で、いくら切られてもすぐに伸びてくる。アタゴオルで最も嫌われる植物である。
中でもたちの悪いジェガ種は、完璧と思われた唐あげ丸の演奏のわずかな音の狂いを指摘して、精神的に脆い唐あげ丸に次々と追い討ちをかけて潰したが、ヒデヨシには何を言っても効かなかったばかりか、撃退されてしまった。
眠り花粉
強力な催眠効果を持つ花粉。ヒデヨシが強盗をするときに使う。
猫の目時計
アタゴオルをはじめヨネザアドで一般的に用いられる猫の顔をかたどった時計（目が文字盤、瞳が時針、舌が振り子）。時報は猫の鳴き声。腕時計タイプ、柱時計タイプ等がある。長期間、調整を行わないと時間がデタラメになるのは現実の時計と同じだが、古い物は独自の意思を持つようになり、周囲の植物を従属させて近づく者を無差別に攻撃したり、幻覚を見せたりする。
説舌バナナ
食べると動物でも言葉を話せるバナナ。青みがかかった色をしており味は非常に苦くまずい。絶滅したと思われていたがアタゴオルにはわずかに自生している。元々言葉を話せる人間や猫が食べるとしゃべりまくり、声が出なくなっても口だけ動き続ける。ヒデヨシは、ゾウのサスケと話がしたくて食べさせた（『I call your name』）。
リンゴ笛
筐体の一部にリンゴを使った笛。特にヒデヨシが吹くと凶悪な音がするとされ、「この世にあってはならないような音」とまで言われる。アタゴオルでも最も毒性の強い（ヒデヨシ以外が刺されると助からない）地雷蜂避けの効果がある（『KAORI』）。
古代の祭り「パクパク魚」を出現させるアイテムでもある（『静けさと熱の魚』）。
マタタビ煙草
シリーズ初期でパンツをはじめ多くのキャラクターが喫っていた煙草。紙巻きで、「チェリー」に似た味だという。
銀ハープ
ハーモニカのアタゴオルにおける名前。テンプラはアタゴオル一の腕前である。
キリエラ
三日月型の銀ハープで、物体に描かれた音符が見える眼鏡とセットになっている。ハープで旋律を刻んだ物体を破壊する力があり、単純な破壊力なら群青剣や星笛に匹敵する。また、網樹を自在に操る能力と同時に、網樹が暴走したときの対抗手段にもなっている（『キリエラ戦記』）。
噴火杖
テマリの家に代々伝わっている魔法の杖。地底の溶岩を自在に操作する能力を持つ。使い手がその気になれば火山を噴火させることも可能だが、普通の人間だと軽い噴煙を挙げさせるのが限界で、噴火させると体が粉々になってしまう。ヒデヨシはこの杖で鳥霧山を噴火させようとする（『ぼるけいの』）。
群青剣
「ジャングル・ブギ」に登場した魔剣。形状はファルシオンとほぼ同じで、鍔が十文字状になっている他には装飾されていない簡素な作りとなっている。アタゴオル世界最強の魔剣で、絶大な力を有する。その昔、星の中心にあった磁気熱が封じられており、手にした者は世界を征すると言われた。実際には人間の憎悪や欲望を増幅させる意志が備わっており、装備した者の心を支配して破壊の限りを尽くさせる。また、装備者が自分に相応しくないと判断したときは、自身の手で自決させて鉱石の塊にするという凶悪な性質を持つ。劇中では、友人を殺されて激昂した鳴門が鞘から抜いただけで半径数キロの範囲にあったものを全て消滅させた他、紅ドクロ王が森の住人を洗脳するときに使用したり、火連山にある抵抗軍の砦を壊滅させるなど猛威を振るった。また、磁場が原で紅ドクロ王がデモンストレーションを行ったときは一振りで大木を粉々に粉砕した。最終的に鳴門によって紅ドクロ王と共に宇宙空間に吹き飛ばされるが、群青剣そのものが破壊されることは無かった。

### その他
桃色三日月の夜
三日月が桃色に見える夜になると唐あげ丸は極度に興奮し、躁及び夢遊状態になり、ヒデ丸に丸太や金槌をくらって気絶するまで、猫の目時計を破壊したり、猫花火や火薬石を投げたりして暴れ回る。「玉手箱」シリーズでテンプラ、パンツの活躍により、この原因は究明され取り除かれた（『PINK BANANA MOON』）。
豆猫族
「玉手箱」以降に登場。アタゴオルのムラサキ毛針（巨大なサボテン。ヒデヨシ以外の者がこの針に触れると体の神経が切れて死んでしまう）の森の中に住む、きわめて小型の猫の一族。通常の猫の掌ほどの体躯しかない。彼らの言語は、置賜弁（ますむらの故郷である山形県の置賜地方一帯の方言）がベースである。
以前に度重なるヒデヨシの襲撃を受け、備蓄していた食料を全て食い尽くされ難儀していたが、一族のシャーマンであるペジナの帰還によりヒデヨシの撃退に成功した。（『夏のお出かけ』）。
タルダリ大帝編やキリエラ戦記などでヒデヨシが海底島に行き、長期間アタゴオルに不在だったときは、ヒデヨシの家をまるごと奪った（『砂の海』）。

## 単行本

### アタゴオル物語
朝日ソノラマより「ますむら・ひろし作品集 第1期」として刊行。A5判。
- アタゴオル物語 第1巻 影切り森の銀ハープ (1987/10) ISBN 4257900938
- アタゴオル物語 第2巻 ボテ腹のサンバ (1987/11) ISBN 4257900954
- アタゴオル物語 第3巻 ぱるぱらん (1987/12) ISBN 4257900962
- アタゴオル物語 第4巻 左ききの楽園 (1988/01) ISBN 4257900997
- アタゴオル物語 第5巻 水晶散歩 (1988/02)ISBN 4257901004
- アタゴオル物語 第6巻 風を編む (1988/03) ISBN 4257901012
- ヨネザアド物語 (1988/07) ISBN 4257901020
- アタゴオル・ゴロナオ通信 (1988/08) ISBN 4257901039
- ジャングル・ブギ (1988/09) ISBN 4257901047
- 夢のスケッチ (1988/10) ISBN 4257901055

他にも以下の単行本が刊行されている。
- スコラ社バーガーコミックス 全9巻
- MFコミックスより「アタゴオル」として刊行された全7巻のうち、1-6巻が「物語」に該当する（7巻は後述の「ギルドマ」）。
- MF文庫より文庫版「アタゴオル」として刊行された全10巻のうち、1-4巻が「物語」に該当する。

### アタゴオル玉手箱
偕成社ファンタジーコミックスより刊行。全9巻
- 第1巻 ISBN 4030140408
- 第2巻 ISBN 4030140505
- 第3巻 ISBN 4030140602
- 第4巻 ISBN 4895943143
- 第5巻 ISBN 4895943151
- 第6巻 ISBN 489594316X
- 第7巻 ISBN 4895943178
- 第8巻 ISBN 4030145108
- 第9巻 ISBN 4030145205
- MF文庫より文庫版「アタゴオル」として刊行された全10巻のうち、5-8巻が「玉手箱」に該当する。

### アタゴオル
スコラ社バーガーコミックスより刊行。全2巻
- 第1巻 ISBN 4796243453
- 第2巻 ISBN 4796243674
- MF文庫より文庫版「アタゴオル」として刊行された全10巻のうち、9-10巻が「アタゴオル」に該当する。

### アタゴオルは猫の森
メディアファクトリーよりMFコミックスとして刊行。
- 第1巻 ISBN 978-4-88991-765-9
- 第2巻 ISBN 978-4-88991-779-6
- 第3巻 ISBN 978-4-8401-0419-7
- 第4巻 ISBN 978-4-8401-0456-2
- 第5巻 ISBN 978-4-8401-0483-8
- 第6巻 ISBN 978-4-8401-0912-3
- 第7巻 ISBN 978-4-8401-0959-8
- 第8巻 ISBN 978-4-8401-0999-4
- 第9巻 ISBN 978-4-8401-1338-0
- 第10巻 ISBN 978-4-8401-1626-8
- 第11巻 ISBN 978-4-8401-1686-2
- 第12巻 ISBN 978-4-8401-1987-0
- 第13巻 ISBN 978-4-8401-2263-4
- 第14巻 ISBN 978-4-8401-2578-9
- 第15巻 ISBN 978-4-8401-2968-8
- 第16巻 ISBN 978-4-8401-3380-7
- 第17巻 ISBN 978-4-8401-4012-6
- 第18巻 ISBN 978-4-8401-4425-4

### 外伝
- JARIA ISBN 4030148204
- ギルドマ ISBN 4257903694

### 傑作選集
- 「物語」の傑作選集。いずれも、朝日ソノラマ社から刊行。
- アタゴオルは猫の森（巻末にヨネザアド物語が収録されている）
- ヒデヨシ印の万華鏡

## CG映画
『アタゴオルは猫の森』（アタゴオルはねこのもり）のタイトルで2006年10月14日に上映された。原作は「アタゴオルは猫の森」となっているが、「ギルドマ」がモチーフになっている。

### スタッフ
- 原作 : ますむらひろし（メディアファクトリー）
- CGプロデューサー : 豊嶋勇作
- CG制作 : デジタル・フロンティア
- 音響監督 : 鶴岡陽太
- 製作 : ミコット・エンド・バサラ、デジタル・フロンティア、エイベックス・エンタテインメント、ティー・ワイ・オー、WISH、アミューズメントメディア総合学院、読売広告社、メディアファクトリー

### ギルドマとの相違点
- 映画ではテンプラとツキミ姫が登場して、タクマはエンディングの1シーンでしか登場していない。
- 原作設定では超能力者で冷静なツキミ姫が「気が強い武闘ヒロイン」に変更されている。